# Leonardo (football, septembre 1986)
Leonardo Rodrigues Pereira (né le 22 septembre 1986 à Vila Velha, Brésil), communément appelé Leonardo, est un footballeur brésilien qui joue généralement au poste de milieu de terrain offensif.

## Biographie

### Début en Grèce
Leonardo Rodrigues Pereira commence sa carrière en Grèce en 2005 dans le club de Thrasyvoulos Fylis où il reste 2 saisons.
Le 1er juillet 2007, il est transféré dans le club de APO Levadiakos pour 10 000 euros où il reste également 2 saisons. 
À l'été 2009 il est transféré à l'AEK Athenes pour 700 000 euros, il y restera 3 saison et inscrira 24 goals pour 112 apparitions, son seul trophée en Grèce sera gagné avec ce club, il gagne la Coupe de Grèce en 2011.

### Transfert en Corée du Sud
Le 19 juillet 2012, il rejoint le club coréen de Jeonbuk Hyundai Motors FC pour la somme de 850 000 euros, il y restera 4 ans et demi. C'est dans ce club qu'il gagne la majorité de ses trophées, remportant notamment la Ligue des champions de l'AFC en 2016.

### Arrivée au Émirats arabes unis et prêt en Arabie Saoudite
Le 1er janvier 2017, il est transféré dans le club d' Al-Jazira au Émirats arabes unis pour 3,8 millions d'euros. Il remporte le championnat cette même année.
À l'été 2018 il est prêté au club saoudien de Al-Nassr FC pour une saison.

### Arrivée libre en Chine
Le 9 juillet 2019 il signe librement un contrat de une saison au Tianjin Tianhai Football Club en Chine.
Le 14  juillet 2020 il rejoint librement le Shandong Taishan Football Club également en Chine jusqu'au 15 mai 2021.

### Fin de carrière et retour au Émirats arabes unis
Libre de contrat depuis le 15 mai 2021, Leonardo signe au Émirats arabes unis dans le club d'Al Dhafra le 12 octobre 2021. Son contrat prend fin le 1er juillet 2022.
Il est ensuite libre de tout contrat.

## Palmarès
- AEK Athenes
  - Vainqueur de la Coupe de Grèce en 2011.
- Jeonbuk Hyundai Motors FC
  - Champion de K-League 1 en 2014 et 2015.
  - Vainqueur de la Ligue des champions de l'AFC en 2016.
  - Vice-champion de K-League 1 en 2016.
  - Finaliste de la Hana Bank FA Cup en 2013.
- Al-Jazira
  - Champion de la UAE Pro League en 2017.
- Shandong Taishan :
  - Champion de la Chinese Super League en 2021.